# Georges de Beauregard (homme politique)
Pour les articles homonymes, voir Beauregard et Georges de Beauregard (homonymie).
Georges de Beauregard est un homme politique français né le 19 février 1854 à Alès (Gard) et décédé le 22 janvier 1919 à Paris.

## Biographie
Docteur en droit, il devient maire du Blanc et conseiller général du canton du Blanc. Il est député de l'Indre de 1897 à 1898 et de 1902 à 1906, siégeant à droite. Nationaliste, antisémite, il sera un farouche antidreyfusard.